# Daniel von Sprewitz
Daniel von Sprewitz, vollständig Friedrich Heinrich Daniel (von) Sprewitz, russisch Даніилъ Шпревичъ (* 1773 in Rostock; † 1844 in Hamburg) war ein deutsch-russischer Musiklehrer, Verleger und Münzsammler.

## Leben
Daniel Sprewitz war ein Sohn des Juristen Johann Christoph Sprewitz aus Güstrow, Fiskalrat bei der herzoglichen Justizkanzlei in Rostock. Der Offizier Joachim Jacob (seit 1803: von) Sprewitz († 1819) war sein Bruder.
Nach ersten Studien in Rostock kam er nach Erfurt und studierte bei Johann Christian Kittel an der Universität Erfurt. Nach erfolgter Promotion zum Dr. phil. 1795 ging er als Klavierlehrer nach Sankt Petersburg, wo er 1796 zusammen mit seinem Bruder Wilhelm Ludwig Heinrich Sprewitz den Musikalien-Handel und Verlag Gebrüder Sprewitz gründete. Die Musikalienhandlung und das Verlagshaus befanden sich auf der Wassiljewski-Insel am Neva-Kai zwischen der 7. und der 8. Linie im Haus Nr. 46 (1796), auf dem Isaak-Platz im Haus von Titularrat I. Je. Sismarew Nr. 107 (1797–1799) und der Admiralität gegenüber im Gasthaus London Nr. 88 (1799). Der Verlag veröffentlichte vor allem deutsche Kompositionen, so die VI. Veraenderungen über das teutsche geistliche Volks-Lied „Nicht so traurig nicht so sehr, etc.“ für das Clavier von Johann Christian Kittel, Werke von Kittels Schülern Christian Heinrich Rinck und Michael Gotthard Fischer sowie eigene Werke von Daniel Sprewitz. 1797 eröffneten die Brüder in ihren Geschäftsräumen die erste musikalische Leihbibliothek in Russland.
Von 1799 bis 1829 war Daniel Sprewitz als hochgeehrter Klavierlehrer für gehobene Ansprüche in Moskau tätig, wo er als Professor am der Moskauer Universität angeschlossenen Adelspensionat (Universitetskij Blagorodnyj Pansion) auch Wladimir Fjodorowitsch Odojewski unterrichtete. 1805 erwähnte Johann Nikolaus Forkel ihn als Musiklehrer in Moskau, der wie Johann Wilhelm Häßler Schüler von Kittel gewesen sei und in Russland die Musik Johann Sebastian Bachs propagiere und Wladimir Odojewski damit bekannt gemacht habe. Am 27. Oktober 1828 ließ er sich wegen schwacher Gesundheit in den Ruhestand entlassen. 1832 verließ Sprewitz mit seiner Frau Russland; damit verliert sich seine Spur.
Er ist aber mit Sicherheit identisch mit dem bedeutenden, aber biographisch schwierig zu fassende[n] Moskauer Münzsammler und kaiserlich-russischen Rat Dr. von Sprewitz († 1844), der in den 1830er Jahren in Hamburg lebte und dessen (zweite) Sammlung in Hamburg veräußert wurde.
Sprewitz hatte in jahrelanger Sammlertätigkeit eine große und bedeutende Sammlung vor allem an orientalischen Münzen zusammengetragen, die durch die Gebietserweiterungen des Russischen Reiches in den Handel gekommen waren. 1822 konnte er bei einem jüdischen Händler einen Hortfund von sieben Pfund kufischer Münzen aus dem Gouvernement Mogiljow erwerben. Einen Teil (310 Münzen) verkaufte er an das neue Asiatische Museum der Russischen Akademie der Wissenschaften in St. Petersburg, das unter der Leitung des ebenfalls aus Rostock stammenden Christian Martin Joachim Frähn stand. Frähn verfasste 1825 einen ersten Katalog der Sammlung und vermittelte 1829 einen größeren Ankauf durch den Zaren für den Aufbau eines Numismatischen Kabinetts der Kaiserlichen Universität in Charkow, an der Bernhard Dorn gerade die Professur für Morgenländische Sprachen erhalten hatte. Der Erlös erlaubte Sprewitz die Rückkehr nach Deutschland, wo er sich in Hamburg niederließ.
Sprewitz besaß immer noch eine reichhaltige Sammlung von 1018 Münzen, die er 1832 durch Louis Loewe katalogisieren ließ. Ab 1836 versuchte Sprewitz, die Sammlung zu verkaufen. 1838/39 erschien eine Beschreibung im Numismatic Chronicle, verbunden mit dem Hinweis, dass Hermann Grote in Hannover mit den Verkaufsverhandlungen betraut sei. Zu diesem Zeitpunkt lebte Sprewitz in Hamburg-St. Georg, Langereihe 110. Frédéric Soret erwarb nach dem Tod von Sprewitz einen Gutteil der Sammlung, behielt einiges selbst und vermittelte den Ankauf von 133 Münzen für das Orientalische Münzkabinett Jena, finanziert durch Großherzogin Maria Pawlowna. Einige davon sind bis heute erhalten.

## Familie
Daniel von Sprewitz war verheiratet mit Maria Ivanovna, geb. Hesse. Das Paar hatte vermutlich zwei Söhne, darunter den Maler Nikolai (ursprünglich Bogdan) Sprewitz (1799-nach 1869), dessen bekanntestes Werk ein Porträt von Philaret Drosdow (1861) ist und dessen Sohn Aleksandr Nikolaevič Šprevič (1834–1884) auch Maler war, sowie den Pianisten und Musiklehrer Johann (Ivan Daniilevic) Sprewitz.

## Auszeichnungen
- 12. Mai 1819: Titularrat[21]
- 4. April 1828: Russischer Orden der Heiligen Anna 3. Klasse, verbunden mit dem persönlichen Adel

## Werke
- Andante avec VIII Variations pour le clavecin ou piano-forte, œuvre 1er. St. Petersburg: Gebr. Sprewitz 1797[22]
- Sonate pour le Clavecin ou Piano Forte très humblement dediée à Madame la Conseillère Dittmar née Mayer à Rostock. Opus II. Petersburg: Frères Sprewitz
- Deux Quintetti per pianoforte, 2 violini, alto e violoncello. St. Petersburg: Gebr. Sprewitz 1797
- Bearbeitungen Nach Haydnschen Sinfonien
- Vertonung ältester russischer Gedichte von Kirschei Danilow. Moskau 1818